# Ordre de Vytautas le Grand
L’ordre de Vytautas le Grand (en lituanien : Vytauto Didžiojo ordinas su aukso grandine) est la plus haute décoration de la Lituanie. 
Elle est décernée par la présidence de la république aux citoyens lituaniens et aux étrangers. 
Elle est décernée pour services rendus à l’État, au peuple lituanien et services rendus à l’Humanité.

## Histoire
L’ordre est créé en 1930 pour rendre hommage à Vytautas le Grand lors du 500e anniversaire de son décès. Son dessin a été conçu, avant guerre, par Jonas Burba, artiste lituanien.

## Classes
L'ordre est décliné en cinq classes, et une spéciale :
| Grades dans l'ordre croissant |                        |        |                                                                     |
| Rang                          | Nom                    | Ruban  | Description                                                         |
| Special                       | Grand-croix au Collier | Ribbon | Pour les porteurs de l'ordre de Vytautas le Grand avec chaîne d'or. |
| 1                             | Grand-croix            | Ribbon |                                                                     |
| 2                             | Commandeur Grand-croix | Ribbon |                                                                     |
| 3                             | Commandeur             | Ribbon |                                                                     |
| 4                             | Officier               | Ribbon |                                                                     |
| 5                             | Chevalier              | Ribbon |                                                                     |

### Grand-croix

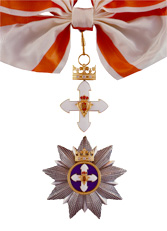
Grand-croix et étoile

La médaille de l’ordre de Vytautas le Grand est composée de : 
1) de la chaîne - en liens décorées double-cross, et V stylisé «motifs A, les deux extrémités de la biellette centrale dans la forme et les ornements tirés du sceau de Vytautas le Grand, monté sur la chaîne, la Croix de Chevalier. 

2) de la Croix - or, recouvertes d'émail blanc, 50 mm de diamètre. sur la croix au-dessus du boucleir : la couronne portée par la plupart des princes. Sur la croix - comme un bouclier stylisée avec la lettre V dans le milieu. „ 1392 – 1430 “. Fin de la Croix - sous le règne de Vytautas le Grand " 1392 - 1430. Au-dessus de la croix - or : couronne royale avec trois pierres de cristal. 

3) L'étoile - d'or, neuf rayons, 85 mm de diamètre. Dans le centre, sur un émail bleu- le mêmesybole que ci-dessus(or, recouvertes d'émail blanc; au-dessus : couronne portée par la plupart des princes; Au-dessus de la croix : couronne royale avec trois pierres de cristal). 
4) la bande - un blanc Moiré, 100 mm de large (pour les femmes - 65 mm de large) avec deux bandes orange sur les bords. 

Le ruban - 32 mm et 10 mm de large, ruban avec deux bandes orange sur les bords; selon la classe avec rosette rubans de l'Ordre royal de la couronne de galons d'or. 

### Ordre de Vytautas le Grand avec chaîne d'or

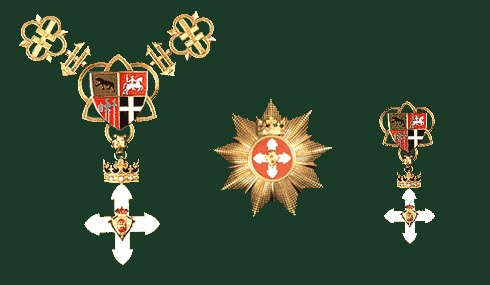
Symboles de l'ordre de Vytautas le Grand avec chaîne d'or : chaîne d'or de l'Ordre, étoile, croix (plaque)

Classe spéciale, plus haut rang dans les distinctions de l'État lituanien. Il consiste en une chaîne d'or de l'Ordre, étoile, croix (plaque). La chaîne remplace le ruban, la plaque est d'or et la décoration de la médaille est portée par un bouclier spécial qui se retrouve aussi sur la chaîne. Il se compose d'un bouclier d'armoiries coupé en quatre quartiers représentant quatre villes. L'ours pour Smolensk, le cavalier pour Vilnius, le guerrier pour Trakai et la croix pour la région (oblast) de Volhynie.